# Projeto Daedalus
Projeto DaedalusPB, ou Projecto DédaloPE, foi um estudo conduzido entre 1973 e 1978 pela Sociedade Interplanetária Britânica com intuito de projetar uma espaçonave interestelar com tecnologia da época ou disponível em poucos anos capaz de alcançar o seu destino no período de uma geração humana. 
Uma missão não tripulada de 50 anos foi planejada. O objetivo seria alcançar a Estrela de Barnard a cerca de 5.9 anos-luz qual acreditava-se abrigar ao menos um planeta, no entanto evidências posteriores não corroboraram a presença de um sistema planetário. Ademais seria uma missão científica não tripulada e deveria ter a flexibilidade de explorar também outras estrelas num determinado raio de ação.
Cerca de uma dúzia de cientistas e engenheiros liderados por Alan Bond trabalharam no projeto determinando a propulsão por um foguete de fusão.

## Conceito
A espaçonave do Projeto Daedalus seria construída na órbita da Terra com uma massa inicial de 54.000 toneladas sendo destas 50.000 toneladas de combustível em dois estágios propulsores e 500 toneladas de carga útil científica. O primeiro estágio impulsionaria a espaçonave, durante dois anos, até 7,1% da velocidade da luz, sendo então descartado e entrando em funcionamento o segundo estágio. Este funcionaria por cerca de um ano e nove meses adicionando empuxo até aproximadamente 12% da velocidade da luz (35 975 095 metros por segundo ou 129 510 343 km/h) quando então seria desligado para um cruzeiro de 46 anos. Devido aos grandes extremos de temperatura qual seriam expostos (quase zero absoluto até 1.600°C) a cúpula do exaustor e estruturas de suporte seriam feitas de berílio que mantém sua resistência mesmo em situações criogênicas.
As velocidades propostas pelo Projeto Daedalus estão muito além da capacidade dos foguetes químicos e até mesmo da propulsão de pulso nuclear proposta pelo Projeto Orion.
O conceito do foguete de fusão utilizado pelo Projeto Daedalus utilizaria cápsulas com uma mistura de deutério/hélio-3 cuja fusão se daria numa câmara de reação por confinamento inercial através de raios de elétrons. As cápsulas seriam detonadas à cadência de 250 por segundo e o plasma resultante seria direcionado por um bocal magnético. Decorrente da escassez de hélio-3 na Terra, este teria que ser extraído de Júpiter por sondas robotizadas que flutuariam sobre a sua atmosfera num grande balão de "ar" quente. A extração de hélio-3 da atmosfera jupteriana demoraria vinte anos. Atualmente também podem ser extraídos da Lua, visto que esse composto é abundante no satélite natural da terra.
O segundo estágio da espaçonave carregaria dois telescópios óticos de cinco metros de diâmetro e dois radiotelescópios de vinte metros de diâmetro cada. Aproximadamente 25 anos depois da partida os telescópios começariam a examinar os arredores da estrela de Barnard para descobrir mais sobre prováveis planetas. As informações coletadas nesta primeira fase seriam transmitidas à Terra pela cúpula de quarenta metros do exaustor, as informações analisadas definiriam os alvos da pesquisa. Como a espaçonave não desaceleraria ao aproximar-se do sistema de Barnard ela lançaria dezoito mini sondas com motores iônicos movidos pela energia elétrica gerada em reatores nucleares. Estas sondas teriam câmeras, espectômetros e outros equipamentos para análise. Estas sondas passariam por seus alvos ainda a 12% da velocidade da luz e transmitiriam os dados coletados à espaçonave mãe do Projeto Daedalus só então esta retransmitiria os dados à base na Terra.
O compartimento de carga da espaçonave transportaria as mini sondas, telescópios, e outros equipamentos de comunicação e pesquisa protegidos por um disco de berílio com sete milímetros de espessura e pesando cerca de 50 toneladas. O berílio é também preferível nessas atribuições por causa da sua leveza e alto ponto de evaporação. Para evitar colisões enquanto a espaçonave passasse nas intermediações do sistema, pequenas sondas-inseto seriam ejetadas as quais emitiriam uma nuvem de partículas 200 quilômetros à frente do veículo principal. Em caso de falhas ou mau funcionamento a espaçonave também contaria com uma certa quantidade de robôs autônomos, "Os conservadores", capazes de reparar pequenos danos ou mal funcionamentos de forma autônoma.

## Especificações
- Comprimento total: 190 metros;
- Massa propelente para o primeiro estágio: 46.000 toneladas;
- Massa propelente para o segundo estágio: 4.000 toneladas;
- Massa do primeiro estágio (sem o combustível): 1.690 toneladas;
- Massa do segundo estágio (sem o combustível): 980 toneladas;
- Tempo de funcionamento do primeiro estágio: 2,05 anos;
- Tempo de funcionamento do segundo estágio: 1,76 ano;
- Empuxo do primeiro estágio: 7.540.000 Newtons;
- Empuxo do segundo estágio: 663.000 Newtons;
- Velocidade de exaustão (plasma) do propulsor: 10 000 000 m/s;
- Carga útil: 450 toneladas.

## Variantes
Uma análise de engenharia de uma variação do Projeto Daedalus sobre uma sonda auto-replicante foi publicado em 1980 por Robert Freitas. O design não-replicante foi modificado para incluir todos os subsistemas necessários para a auto-replicação, utilizando a sonda para entregar uma  fábrica "semente" com uma massa de cerca de 443 toneladas num local distante, tendo a fábrica de sementes de se reproduzir fabricando cópias de si mesmo para aumentar a sua capacidade de produção industrial total e, em seguida, usando o complexo industrial automatizado para construir mais sondas cada uma  com uma  única semente fábrica a bordo num período médio de pode atingir 1.000 anos. Cada REPRO teria uma massa de mais de 10 milhões de toneladas, a maior parte seria do combustível necessário para acelerar até aos 12% da velocidade da luz e posteriormente desacelerar até ao sistema alvo.